# Hitachi Zosen Typ UC-20
Der Mehrzweckfrachtschiffstyp UC-20 der Hitachi-Zosen-Schiffbaugruppe wurde 1977 in zwei Einheiten für die Hamburger Reederei Deutsche Afrika-Linien (DAL) gebaut.

## Einzelheiten
Die knapp 162 Meter langen und 22,80 Meter auf Spanten breiten Schiffe besaßen vier Laderäume mit Zwischendeck und einem Schüttgutvolumen von 27.945 m3 und einen Ballenraum von 26.873 m3. Der verbaute Zweitakt-Hauptmotor des Typs Hitachi-B&W 7K67 GF leistete rund 9600 kW und erlaubte eine Geschwindigkeit von etwas über 16 Knoten. Der Entwurf der Schiffe mit achtern angeordneten Aufbauten und einem Ladegeschirr aus vier elektrohydraulischen 16-Tonnen-Schiffsdrehkränen in Gemini-Ausführung und einem mittig angeordneten Stülcken-Schwergutbaum mit 180 Tonnen Tragfähigkeit unterschied sich nicht grundlegend von zeitgenössischen Liberty-Ersatzschiffen wie beispielsweise dem japanischen Typ Freedom.
Das Typschiff Tabora ersetzte das im September 1975 ausgebrannte DAL-Ausbildungsschiff Taveta. Es war daher mit zusätzlichen Unterbringungs- und Ausbildungseinrichtungen für 18 nautische und technische Offiziersbewerber und -assistenten ausgerüstet und begann seine Einsatzzeit unter deutscher Flagge. Das Schwesterschiff wurde als Transkei auf Kiel gelegt, aber in Talana umbenannt in Fahrt gesetzt. Die Talana kam unter singapurischer Flagge in Fahrt. Beide UC-20-Schiffe wurden im Laufe ihrer Dienstzeit mehrfach umbenannt, verblieben aber während ihrer gesamten Karriere im Dienst der Reedereigruppe Deutsche Afrika-Linien/John T. Essberger. 2001 wurden beide Schiffe zum Abbruch nach Indien veräußert.

## Die Schiffe
| Die Frachtmotorschiffe des Typs UC-20 | Die Frachtmotorschiffe des Typs UC-20 | Die Frachtmotorschiffe des Typs UC-20 | Die Frachtmotorschiffe des Typs UC-20                                                                  |
| Bauname                               | Stapellauf/ Ablieferung               | Baunummer/ IMO-Nummer                 | Umbenennungen und Verbleib                                                                             |
| ------------------------------------- | ------------------------------------- | ------------------------------------- | --- |
| Tabora                                | 1977/28. Juni 1977                    | 4549/ 7610610                         | 1985 Woermann Wakamba, 1989 Wakamba, ab 7. April 2001 in Indien verschrottet                           |
| Transkei / Talana                     | 1977/22. November 1977                | 4550/ 7608368                         | 1978 Tagama, 1984 Maringa, 1989 Rickmers Nanjing, 1989 Maringa, ab 22. Juli 2001 in Alang verschrottet |
| Equasis, grosstonnage                 |                                       |                                       | |